# Galt (Californie)
Pour les articles homonymes, voir Galt.
La municipalité américaine de Galt est située dans le comté de Sacramento, en Californie. La population de la ville a été estimée à 23 647 habitants lors du recensement de 2010.
Galt fait partie de l’agglomération de Sacramento.

## Démographie
| 1950  | 1960  | 1970  | 1980  | 1990  | 2000   |
| ----- | ----- | ----- | ----- | ----- | ------ |
| 1 333 | 1 868 | 3 200 | 5 514 | 8 889 | 19 472 |

| 2010   | - | - | - | - | - |
| ------ | - | - | - | - | - |
| 23 647 | - | - | - | - | - |

## Source
- (en) Cet article est partiellement ou en totalité issu de l’article de Wikipédia en anglais intitulé « Galt, California » (voir la liste des auteurs).